# Sendeanlage Cairn Hill
Die Sendeanlage Cairn Hill  ist eine irische Sendeanlage auf dem gleichnamigen Berg im County Longford in der Republik Irland.
Die Anlage wurde 1978 von der öffentlich-rechtlichen Rundfunkgesellschaft Raidió Teilifís Éireann (RTÉ) in Betrieb genommen. Der Sendemast mit einer Bauhöhe von 123 Metern steht auf dem Cairn Hill mit einer Höhe von 276 m ü. MSL. Der Sender mit einer Leistung von 800 kW ERP war damals der stärkste Fernsehsender in Irland. Seit 2005 wird auch das FM Radioprogramm RTÉ Radio 1 ausgestrahlt. Digitale Fernsehprogramme (DVB-T) wurden ab Februar 2009 ausgestrahlt. Die analogen Fernsehsendungen enden am 24. Oktober 2012. Heute ist die Sendeanlage im Besitz von 2RN, einer hundertprozentigen Tochtergesellschaft von RTÉ. Die Sendeanlage Cairn Hill deckt den gesamten Bereich des irischen Midlands ab.

## Fernsehen
| Frequenz | UHF | kW  | Multiplex        |
| -------- | --- | --- | ---------------- |
| 682 MHz  | 47  | 160 | Saorview (Mux 1) |
| 658 MHz  | 44  | 160 | Saorview (Mux 2) |

## Radio
| Frequenz  | kW | Programm    |
| --------- | -- | ----------- |
| 89,8 MHz  | 20 | RTÉ Radio 1 |
| 103,1 MHz | 5  | iRadio      |